# 橋本美和
橋本 美和（はしもと みわ、1980年6月5日 - ）は、日本の女優。兵庫県出身。イマジネイション所属。

## 略歴
日本大学卒業後、東京三菱銀行に勤務。映画監督の森安建雄（今村昌平、相米慎二に師事）に出会い、芝居の世界の面白さ・奥深さに魅了されて役者を志す。
★☆北区つかこうへい劇団に13期生として入団・卒業後、フリーを経てイマジネイション所属となる。2012年、シネマインパクトで制作された映画『サンライズ・サンセット』（橋口亮輔監督作品、2013年1月26日公開）でヒロインを演じ、その後は映像を中心に活動中。
東京都在住。。

## 出演作品

### 映画
- サンライズ・サンセット（2013年）ヒロイン
- さよなら歌舞伎町（日本での公開：2015年） - クレア 役[1]
- ストロボ・エッジ（2015年）妊婦役
- ちはやふる -上の句-（2016年）主人公幼少期担任教師役
- 破門 ふたりのヤクビョーガミ（2017年）銀行員役
- アウトレイジ 最終章（2017年）韓国人商売女役
- 広告会社、男子寮のおかずくん(2019年)吉田さやか役
- 影裏　(2020年)
- 次は何に生まれましょうか(2019年)
- 99.9 -刑事専門弁護士- THE MOVIE（2021年）
- オレンジランプ(2023年6月)田中美幸役
- 高野豆腐店の春（2023年）高田恵子役
- シーシュポスたちのまなざし（2025年公開予定）江守早紀子役[3]
- ルノワール（2025年）

### テレビドラマ
- 黒い報告書 女と男の事件ファイル II 「仮面」（BSジャパン、2012年）- 岡谷桐子 役[1]
- 連続ドラマW（WOWOW）
  - ソドムの林檎〜ロトを殺した娘たち（2013年）
  - 平成猿蟹合戦図（2014年）
  - 夢を与える（2015年）
  - 荒地の恋（2016年）‐ 田代みち代 役
  - グーグーだって猫である 2 -good good the fortune cat-（2016年）
  - イアリー 見えない顔（2018年）- 仏上文枝役
  - 神の手 (2019年) - 畠中優花里役
- 怪奇大作戦 ミステリー・ファイル 第3話「闇に蠢く美少女」（NHK BSプレミアム、2014年）- 主人公の母役
- 水曜ミステリー9 弁護士 水木邦夫 残り火（テレビ東京・BSジャパン、2014年） - 石本利香 役[1]
- 赤と黒のゲキジョー 三面記事の女たち -愛の巣-（フジテレビ、2015年）- 主人公の幼少期母役
- 広告会社、男子寮のおかずくん　(テレビ神奈川　テレビ埼玉　BSイレブン2019年)レギュラー　吉田さやか役
- モンローが死んだ日　(BSプレミアム) - 看護師役
- 後妻業 (フジテレビ、2019年)　第3話 - 主人公の隣人役
- 99.9-刑事専門弁護士- 完全新作SP新たな出会い篇（TBS、2021年12月29日）- 東野 役
- 星新一の不思議な不思議な短編ドラマ「逃走の道」(NHK　2022年7月13日）　実験を見守る人役

### ラジオドラマ
- FMシアター「風波」（2018年、NHK-FM）[4]

### 舞台
- 熱海殺人事件 - 主演
- どん底（THE・ガジラ）
- ひたちなかのラベンダー - 主演
- タイガーブリージング（劇団 大人の麦茶）
- いちころソング（劇団 大人の麦茶）
- 日本全国奇形鍋（財団、江本純子）
- 大市民（T Factory）[1]

### CM
- 昆布つゆ（ヤマサ醤油）
- ファンケル
- 読売新聞
- 読売テレビ
- メットライフ生命[1]
- 国土交通省
- P&G
- リコー
- パナソニック
- Soy（クラシエ薬品）[5]

### WEBムービー
- Dole[6]
- 銀座ダイヤモンドシライシ[7]